# Абелья, Жозеп
Жозеп Орьоль Абелья Солано (кат. Josep Oriol Abella Solano; род. 25 января 1978) — андоррский футболист, полузащитник. Выступал за клуб «Констелласьо Эспортива» и национальную сборную Андорры.

## Биография

### Клубная карьера
В сезоне 1998/99 играл за клуб «Констелласьо Эспортива», который выступал в чемпионате Андорры.

### Карьера в сборной
Жозеп Абелья вызывался в стан национальной сборной Андорры и 5 сентября 1998 года остался на скамейке запасных в выездном матче квалификации на чемпионат Европы 2000 против Армении (3:1). 3 марта 1999 года дебютировал за команду в товарищеской встрече против Фарерских островов (0:0), Абелья вышел на 80 минуте вместо Манеля Жименеса. Эта игра стала для Жозепа единственной в составе сборной.